# Coenosia curviventris
Coenosia curviventris este o specie de muște din genul Coenosia, familia Muscidae, descrisă de Albuquerque în anul 1959. Conform Catalogue of Life specia Coenosia curviventris nu are subspecii cunoscute.